# Kasperlestück
Das Kasperlestück ist ein Schauspiel, konzipiert und in Textform gebracht, um auf einer Kleinbühne vor Publikum zur Aufführung zu gelangen. Die Schauspieler sind Spielpuppen mit der Figur des Kasperle als dominantem Hauptdarsteller und je nach Thematik und Inhalt des Drehbuchs wechselnden Begleitfiguren.

## Formen
Die Handlung des Kasperlestücks kann frivol, satirisch, lustig unterhaltsam, belehrend oder anspruchsvoll erbaulich gestaltet sein. Entsprechend kann es unterschiedlichen Intentionen dienen und unterschiedliche Darstellungsformen annehmen, die einen breit gestreuten Adressatenkreis ansprechen.

### Volksstück

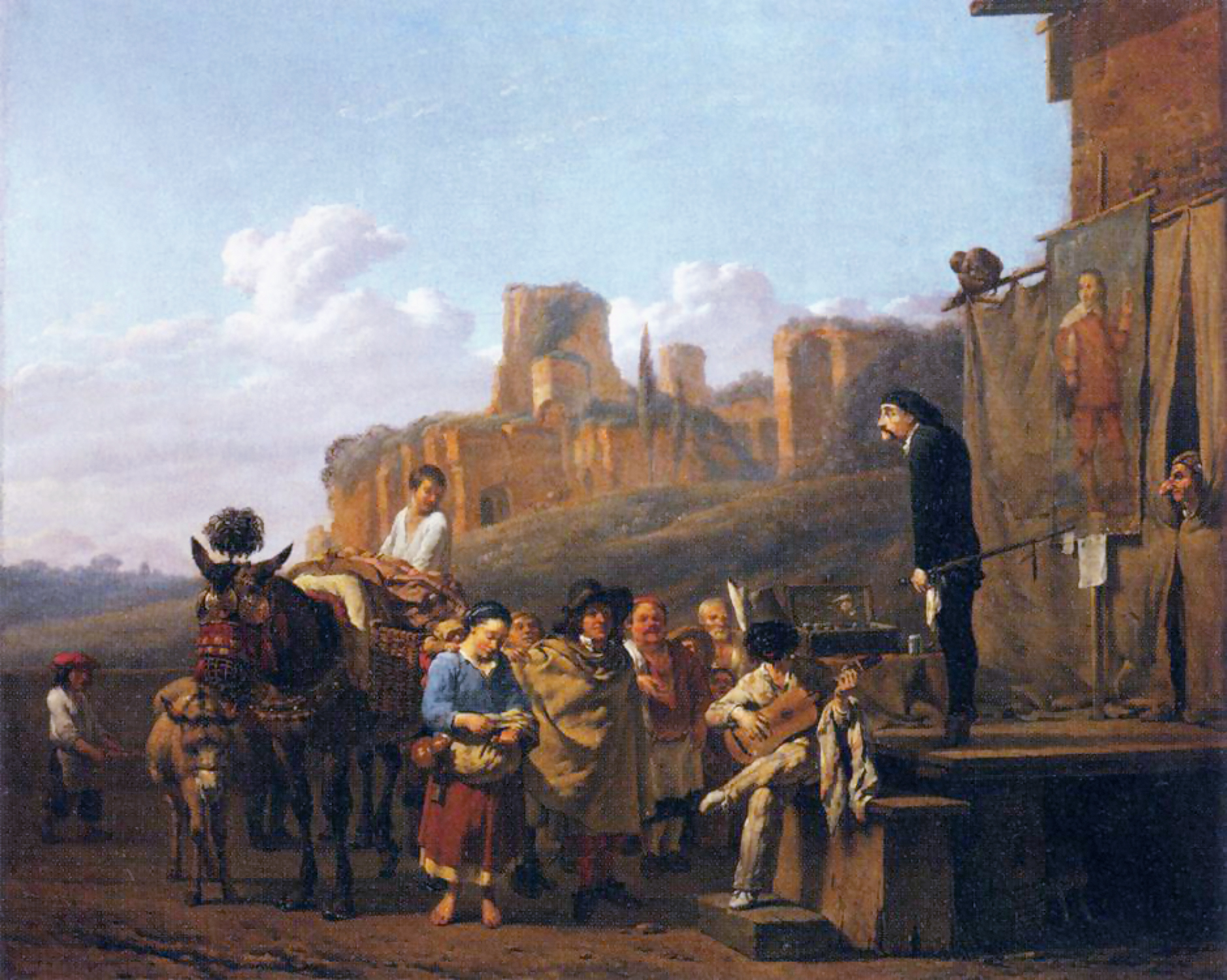
Einladung zu einem Kasperlestück. (Karel Dujardin: Commedia dell’Arte 1657)

Jahrmärkte sind der traditionelle Ort für das volkstümliche Kasperlestück. Besonders Vorschulkinder versammeln sich bis heute gern mit ihren Eltern vor den Schaubuden, vor denen der Beginn des nächsten Kasperlestücks mit kleinen Sketchen verlockend angekündigt wird. Auch Kinderpartys wie Geburtstagsfeiern nehmen das Kasperlespiel oft als Abwechslung und Kommunikationsforum in ihr Nachmittagsprogramm auf. Während sich Kinder mehr von Märchen-, Legenden- und Sagendarstellungen mit übernatürlichen Phantasiegestalten angesprochen fühlen, neigen Erwachsene eher zu komödiantischen Verfremdungen des aktuellen Tagesgeschehens mit derben Sprüchen, Politsatire, witzigen Anekdoten und karikierenden Darstellungen der herrschenden Akteure in Politik und Gesellschaft.

### Therapeutisches Stück
Kasperlestücke haben als Therapeutisches Puppenspiel auch in die Behandlung traumatisierter Kinder, Jugendlicher und Erwachsener sowie in die Altenpflege Eingang gefunden. Sie ermöglichen den Psychotherapeuten, im Rollenspiel über die Figuren unsichtbare innere Verletzungen aufzudecken, soziale Probleme aufzuspüren, Konfliktstrategien zu entwickeln, eine Selbstfindung zu erleben und die Selbstheilungskräfte zu aktivieren. Zu ihrer Anwendung sind speziell ausgebildete Fachkräfte erforderlich.

### Lehrstück
Im Vorschulbereich und in der Schulpädagogik hat sich das Kasperlestück einen festen Platz als kindgemäße Methode der Wissens- und Verhaltensvermittlung erobert. Es hat sich in verschiedenen Fachgebieten als Lehrtheater etabliert, um abstrakte oder trockene Alltagsthemen in kurzweiligen Szenenfolgen über die Kasperlefiguren den jungen Zuschauern in anschaulicher Weise zugänglich zu machen. So machen sich etwa Lehrbereiche wie die Gesundheitserziehung, die Kriminalprävention oder die Verkehrserziehung das Kasperlestück und seine Bühne für den Transport ihrer Botschaften zunutze. Diese kann z. B. darin bestehen, von der Notwendigkeit der täglichen Zahnhygiene oder dem Nutzen einer gesunden Ernährung zu überzeugen. Sie kann davor warnen, sich von fremden Menschen in ein Auto locken oder unbekannte Gegenstände zustecken zu lassen. Sie kann verdeutlichen, welche Auswirkungen Verführungen älterer Kinder zum Rauchen oder Drogenkonsum haben. Sie kann zeigen, wie man dem Mitzieheffekt beim gefährlichen Überqueren einer stark befahrenen Autostraße widerstehen kann oder was der eigenständig gestaltete Schulweg für Vorteile bringt. So empfiehlt etwa die Verkehrsdidaktik den Einsatz von entsprechenden Kasperlestücken mit der Begründung: „Der Lernerfolg bestimmt wesentlich den Wert des Kasperlespiels in der Verkehrserziehung. Das Theater fungiert als Lehrbühne, das Kasperlestück als Lehr- und Lernstück.“
Um eine optimale Wirksamkeit zu erzielen und die Kinder mehrdimensional zu aktivieren, bedarf es jedoch didaktischer Erfahrungen im Umgang mit der Methode Kasperlespiel und seinen Texten: „Es spricht viel dafür, das Kasperlestück nicht einfach von einem fertigen Textbuch abzuspielen, sondern zumindest teilweise selbst zu gestalten. Die Spontaneität des Spiels, die Aktualität der Spielszenen, die Lebendigkeit der Kommunikation, die Freude an der spielerischen Kreativität, die Ergiebigkeit der Lösungen.“

### Erbauungsstück
Die Figuren des Kasperletheaters sind nicht nur in der Lage, in fröhlich unterhaltender, therapeutischer oder ernsthaft belehrender Form tätig zu werden. Sie können auch in anspruchsvollen Charakterrollen auftreten und dramatische oder sogar tragische Ereignisse auf die Bühne bringen. In Theodor Storms Novelle „Pole Poppenspäler“ aus dem Jahre 1874 etwa verstehen sich die Personen der Puppenspielerfamilie Joseph Tendler als Künstler, die anspruchsvolle Stücke wie das vom „Pfalzgrafen Siegfried und der heiligen Genoveva“ oder „Doktor Fausts Höllenfahrt“ inszenieren. Und als die Mechanik der komplizierten Kasperlefigur in einer entscheidenden Szene des Faust einmal versagt und eilig durch einen weniger tauglichen Ersatzkasper ersetzt werden muss, zeigt sich die Flexibilität des erfahrenen Puppenmeisters, das Bühnenstück im Rahmen der Handlung spontan sinnvoll anzupassen.